# Västersjön (Los socken, Hälsingland, 683574-147831)
Västersjön är en sjö i Ljusdals kommun i Hälsingland och ingår i Ljusnans huvudavrinningsområde. Sjön är 18 meter djup, har en yta på 2,22 kvadratkilometer och befinner sig 256 meter över havet. Sjön avvattnas av vattendraget Gryckån (Lillskogsån).

## Delavrinningsområde
Västersjön ingår i det delavrinningsområde (683883-147595) som SMHI kallar för Utloppet av Västersjön. Medelhöjden är 338 meter över havet och ytan är 23,36 kvadratkilometer. Räknas de 19 avrinningsområdena uppströms in blir den ackumulerade arean 198,17 kvadratkilometer. Gryckån (Lillskogsån) som avvattnar avrinningsområdet har biflödesordning 3, vilket innebär att vattnet flödar genom totalt 3 vattendrag innan det når havet efter 164 kilometer. Avrinningsområdet består mestadels av skog (69 procent). Avrinningsområdet har 2,23 kvadratkilometer vattenytor vilket ger det en sjöprocent på 9,5 procent.